# Trudestra hadeniformis
Trudestra hadeniformis är en fjärilsart som beskrevs av Smith 1894. Trudestra hadeniformis ingår i släktet Trudestra och familjen nattflyn. Inga underarter finns listade i Catalogue of Life.